# Disposition (Wirtschaft)
Disposition ist in der Betriebsorganisation eine Stelle innerhalb aller betrieblichen Funktionen eines Unternehmens, deren Aufgabe in der Durchführung des unternehmensinternen Nachfragemanagements, sowie der Beschaffungsorganisation besteht. 

## Allgemeines
Der Betriebswirt Erich Kosiol unterteilte 1962 die betriebliche Gestaltung als „zweckgerichtete Handlung“ in Strukturierung und Disposition. Die Grenzen zwischen Organisation, Planung, Disposition und Improvisation, die unter dem Oberbegriff „Ordnung“ zusammengefasst werden können, sind fließend. Betriebliche Funktionen mit Dispositionsaufgaben sind vor allem Beschaffung, Produktion, Vertrieb, Finanzierung, Personalwesen, Verwaltung, Forschung und Entwicklung und Logistik. Die Disposition betrifft in diesen Bereichen nach Erich Kosiol „Einzelverfügungen über Einsatzgüter“. Einsatzgüter sind die betrieblichen Produktionsfaktoren Arbeit, Betriebsmittel, Werkstoffe und Kapital. Über sie wird im Rahmen des betrieblichen Produktionsprozesses verfügt. Edmund Heinen präzisierte 1968 Dispositionen als einmalige Einzelmaßnahmen, „die im Zusammenhang mit dem Produktionsprozess laufend auftreten und keine strukturierende Wirkung haben“.

## Funktionen
Es handelt sich bei der Disposition um Funktionen, die mit planvollen Tätigkeiten wie der Einteilung, Verteilung oder Sortierung zusammenhängen. Dazu gehört konkret die Registrierung vom Kundenauftrag in der Kundenbetreuung (Auftragsannahme) über die bedarfsbezogene Bestellung der Roh-, Hilfs- und Betriebsstoffe durch die Materialwirtschaft, die Planung der Durchlaufzeiten bei der Produktion, der Einsatz des Personals durch Personaldisponenten am richtigen Arbeitsplatz, die Verfügung über Finanzierungsinstrumente in der Finanzierung bis zum Vertrieb des Endprodukts in der Logistik durch Disponenten. Disposition hat stets die Aufgabe, die richtige Menge, zur richtigen Zeit, am richtigen Ort bereitzustellen, um die geplante Arbeitsleistung zu erreichen.  

## Arten

### Freie Disposition und gebundene Disposition
Erich Kosiol unterscheidet freie (ungebundene) und gebundene Dispositionen, je nachdem, ob sie sich in einer geregelten Struktur vollziehen oder nicht. Als freie Dispositionen werden sie isoliert für sich getroffen, als gebundene werden sie im Rahmen organisatorischer oder improvisatorischer Bedingungen vorgenommen. 

### Bedarfsgesteuerte Disposition und verbrauchsgesteuerte Disposition
Eine weitere Art der Unterscheidung ist die von Karl-Werner Hansmann stammende zwischen der bedarfsgesteuerten und der verbrauchsgesteuerten Disposition. Bei der ersteren wird der Bedarf eines Materialteils aus den Bedarfen seiner übergeordneten Teile abgeleitet, bei der gebundenen Disposition wird der Verbrauch der Vergangenheit für die Prognose des künftigen Bedarfs zugrunde gelegt. In einigen Fällen werden auch subjektive Verfahren (Schätzungen) angewendet (siehe: Bedarfsermittlungsstrategie).

### Materialdisposition und Warendisposition
Unter Disposition in der Materialwirtschaft, kurz Materialdisposition, versteht man die operative Bedarfsermittlung und Bedarfsdeckung von und mit Material (im Sinne von „Material in der Betriebswirtschaft“). Dispositive Entscheidungen zum Elementarfaktor „Werkstoffe“ sind wesentlicher Teil davon. Disposition ist auch die mengenmäßige Einteilung von Aufträgen mit aktuellen Leistungsanforderungen und die terminierte Zuweisung zu den verfügbaren Ressourcen. Im laufenden Tagesgeschäft hat die disponierende Stelle die Aufgabe, die eingehenden Aufträge einzuteilen und den leistenden Stellen ihren Dispositionsbereich zuzuweisen sowie die Materialströme und Warenbestände so zu lenken, dass alle Aufträge zu minimalen Kosten zum gewünschten Liefertermin zuverlässig ausgeliefert werden.
Die Materialdisposition kann folgende Aufgaben beinhalten:
- Planung des Materialbedarfs und der Bestellmengen,[9]
- Planung der optimalen Ordermenge und Ordertermine,[9]
- Mengenmäßige Einteilung von Aufträgen mit aktuellen Leistungsanforderungen und terminierte Zuweisung zu den verfügbaren Ressourcen,[8]
- Vermeidung dispositionsbedingter Fehlmengenkosten,[9]
- Normung und Typisierung der Materialbestände,[9]
- Weitergabe von Informationen (wie ermittelte Mengen und Termine) an die Einkaufsabteilung, welche diese in Lieferaufträge umsetzt,[9]
- Zusammenarbeit mit Einkauf, Produktion, Qualitätssicherung, Vertrieb.[9]

Im Handel befasst sich die Warendisposition mit der Bestellung des Sortiments im Hinblick auf Absatzvolumen und Zeitpunkt, die der Kundennachfrage entsprechen. Warendisposition ist auch die kurzfristige Planung von Handelswaren und Commodities, die von anderen Wirtschaftssubjekten produziert werden und nicht Bestandteile des eigenen Produktionsprogramms sind.
Im Rahmen der Planung (etwa der Materialbedarfsplanung oder der Warenbedarfsplanung) ist die betriebliche Disposition die Entscheidung eines situationsabhängigen Einzelfalls innerhalb des Planungsrahmens – im Gegensatz zur Improvisation.

### Personaldisposition
Eine weitere Art ist die vom Personaldisponenten vorgenommene Personaldisposition. Sie ist der optimale Arbeitseinsatz der Mitarbeiter auf den vorhandenen Stellen. Die Zuordnung erfolgt insbesondere nach Eignung, Arbeitsmotivation, Arbeitszeit, Wohn- und Arbeitsort oder Arbeitskosten. Beispielsweise erfolgt in der Logistik die Einteilung des Personals (Kraftfahrer), der Fahrstrecken und Fahrzeiten der Transportmittel, oft eingebunden in Lieferketten.

## Bedeutung
Dispositionen dienen dazu, die Anpassungen an die Umweltbedingungen durch Befriedigung der betriebsinternen Nachfrage zu gewährleisten. Das Betriebsgeschehen verlangt notwendigerweise nach dauernder Disposition. Für das dauernde Wohl des Unternehmens ist ein ausgewogenes Verhältnis zwischen Organisation, Improvisation und Disposition von größter Bedeutung. Ist die Disposition eine Schwachstelle, kann dies durch Nachschubprobleme oder Engpässe zu schadenbringenden Betriebsstörungen führen. 
Eine weitere Bedeutung liegt im Bereich der Organisation. Während durch Organisieren immer dauerhafte Regelungen geschaffen werden, werden durch Disponieren Regeln für besondere Ereignisse festgelegt.

## Sonstiges
Unter Disposition versteht man in der Finanzwirtschaft auch die Verfügung über Geld (Bargeld, Buchgeld) durch Zahlungsmittel oder im Zahlungsverkehr für Geschäfte und sonstige Transaktionen und die Vermögensdisposition in Form der Geldanlage oder Investition.